# Fatiha Boudiaf
Fatiha Boudiaf (sinh ngày 28 tháng 11 năm 1944 tại Oran) là nhà hoạt động người Algeria, góa phụ và là vợ thứ hai của cựu Tổng thống Algeria Mohamed Boudiaf. Sau khi chồng bị ám sát năm 1992, bà thành lập Quỹ Boudiaf để truyền bá thông điệp hòa bình của chồng. Bà phê bình thẳng thắn việc kết án Lambarek Boumaarafi, một cựu trung úy của nhóm can thiệp đặc biệt (GIS) thuộc Quân đội Algeria. Bà cho rằng có một âm mưu lớn hơn ở đằng sau liên quan đến cái chết của chồng và yêu cầu nhà chức trách mở lại cuộc điều tra.

## Cái chết của tổng thống Mohamed Boudiaf
Fatiha Boudiaf là vợ thứ của tổng thống Algérie Mohamed Boudiaf. Bà đã tố cáo cuộc điều tra chính thức về vụ ám sát chồng mình, cho rằng đó không phải là vụ khủng bố của một kẻ cuồng đạo mà nó là một phần của một âm mưu lớn. Bà đã có ý định đến thăm Lambarek Boumaarafi, một cựu trung úy bị kết án ám sát tổng thống và đang ở trong tù, nhưng yêu cầu này đã bị chính quyền từ chối
Bà đã đưa ra giả thuyết rằng kẻ giết chồng mình đã trốn dưới gầm bàn trước mặt tổng thống và hắn vẫn chưa bị bắt. Năm 2016, bà buộc tội 4 cựu sĩ quan quân đội cấp cao có liên quan đến vụ ám sát. Bà có gửi thư ngỏ tới Tổng thống lâm thời, Abdelaziz Bouteflika, yêu cầu mở lại cuộc điều tra.

## Hoạt động chính trị
Bà thành lập tổ chức Boudiaf, nhờ đó bà nhận giải thưởng Prince of Asturias Award cho sự hợp tác quốc tế năm 1998. Tổ chức này được thiết lập để vinh danh người chồng quá cố của bà và hy vọng truyền bá thông điệp hòa bình và giáo dục cho tất cả công dân Algeria.